# Třešně (Záhoří)
Třešně jsou malá vesnice, část obce Záhoří v okrese Písek v Jihočeském kraji. Nachází se asi jeden kilometr jihovýchodně od Záhoří. Prochází zde silnice II/138. Je zde evidováno 32 adres. V roce 2011 zde trvale žilo 37 obyvatel.

## Historie
První písemná zmínka o vesnici pochází z roku 1323.
Třešně, od roku 1960 část obce Záhoří, se nacházely v katastrálním území Chrastiny, tedy na území sousední obce Dolní Novosedly, a tvořily tak od toho roku územní anomálii. Obec Dolní Novosedly zřídila v roce 2010 novou evidenční část Nová Třešně, v níž byly následně postaveny čtyři domy a která tvoří severní okraj vsi Třešně. Protože se obce Záhoří a Dolní Novosedly nedokázaly dohodnout na příslušnosti vesnice Třešně (včetně Nové Třešně), rozhodlo v roce 2020 Ministerstvo vnitra o příslušnosti vsi, včetně části katastrálního území Chrastiny, k Záhoří. Osada Nová Třešně se stala součástí Záhoří k 8. říjnu 2020 a k následujícímu dni byla jako evidenční část obce zrušena (její domy se staly součástí evidenční části Třešně). Ke 4. lednu 2021 bylo zřízeno nové katastrální území Třešně u Záhoří o výměře 3,04 km².

## Obyvatelstvo
| Rok            | 1869 | 1880 | 1890 | 1900 | 1910 | 1921 | 1930 | 1950 | 1961 | 1970 | 1980 | 1991 | 2001 | 2011 | 2021 |
| -------------- | ---- | ---- | ---- | ---- | ---- | ---- | ---- | ---- | ---- | ---- | ---- | ---- | ---- | ---- | ---- |
| Počet obyvatel | 219  | 222  | 210  | 190  | 172  | 197  | 176  | 113  | 102  | 92   | 69   | 52   | 37   | 37   | 58   |
| Počet domů     | 26   | 27   | 26   | 26   | 27   | 27   | 29   | 27   | 27   | 24   | 19   | 18   | 26   | 30   | 35   |

## Obecní správa
Při sčítání lidu v letech 1850–1949 Třešně byly samostatnou obcí v okrese Písek. V letech 1950–1959 byly osadou obce Chrastiny v okrese Písek. Od roku 1960 jsou částí obce Záhoří v okrese Písek. V letech 1850–1920 k obci patřily Dolní Novosedly a Svatonice.

## Pamětihodnosti
- U silnice vedoucí z Třešně směrem k vesnici Záhoří se nachází výklenková kaple.[13]
- kaple Nejsvětější Trojice na návsi[14] (kulturní památka)
- venkovská usedlost čp. 10 na návsi (kulturní památka)
- venkovská usedlost čp. 20 (kulturní památka)
- venkovská usedlost čp. 25 (kulturní památka)

## Galerie

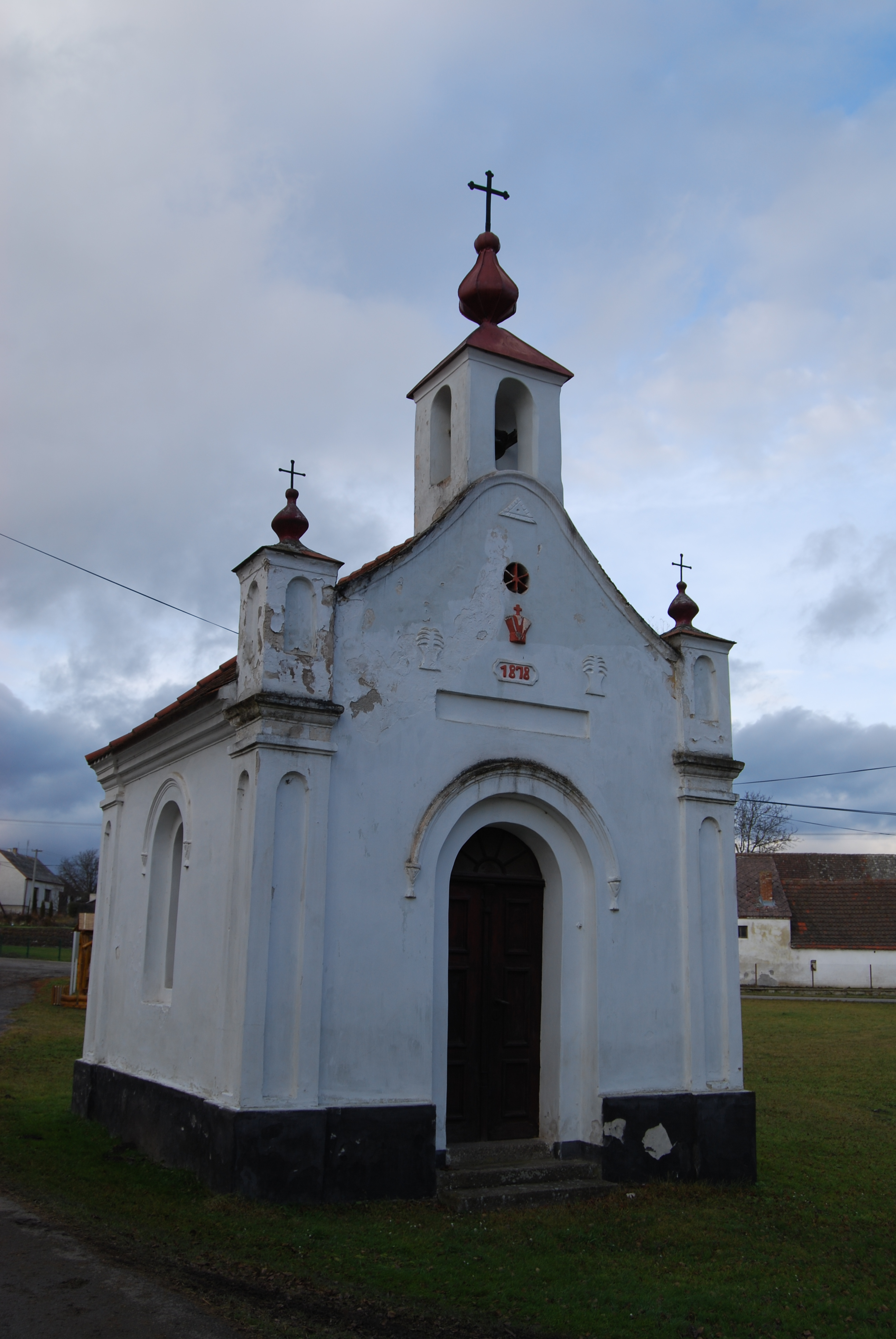
Kaple Nejsvětější Trojice
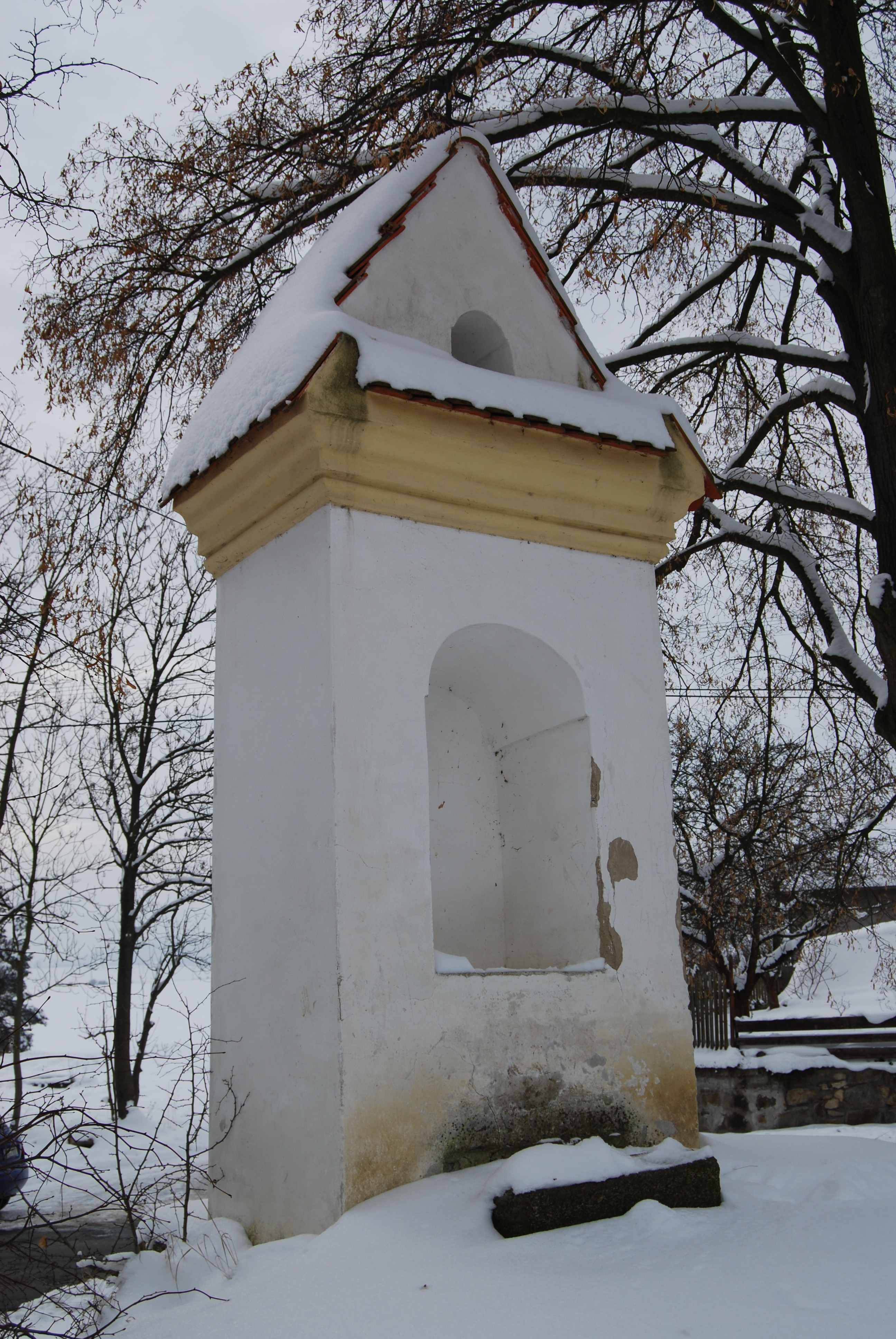
Výklenková kaple
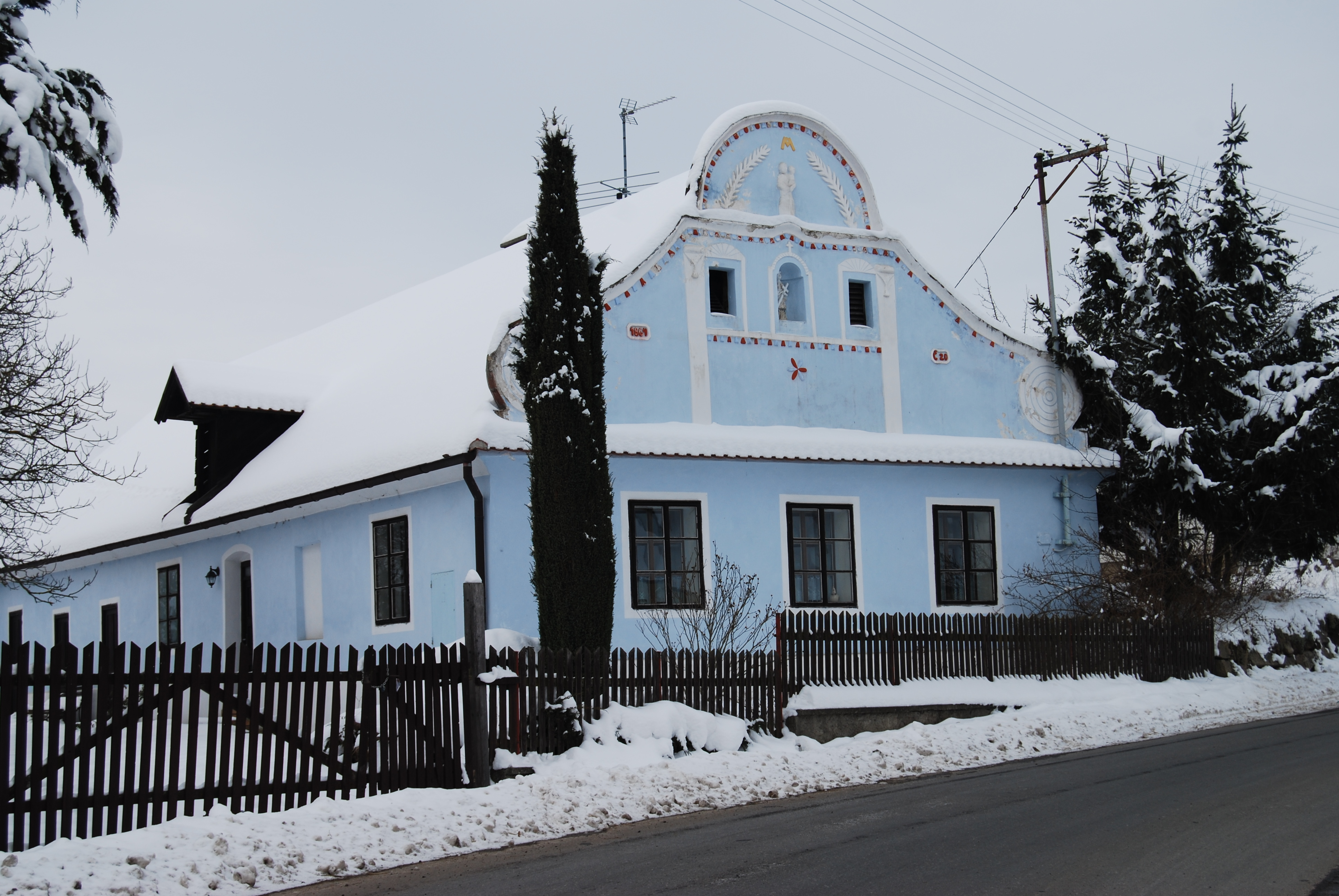
Usedlost čp. 20
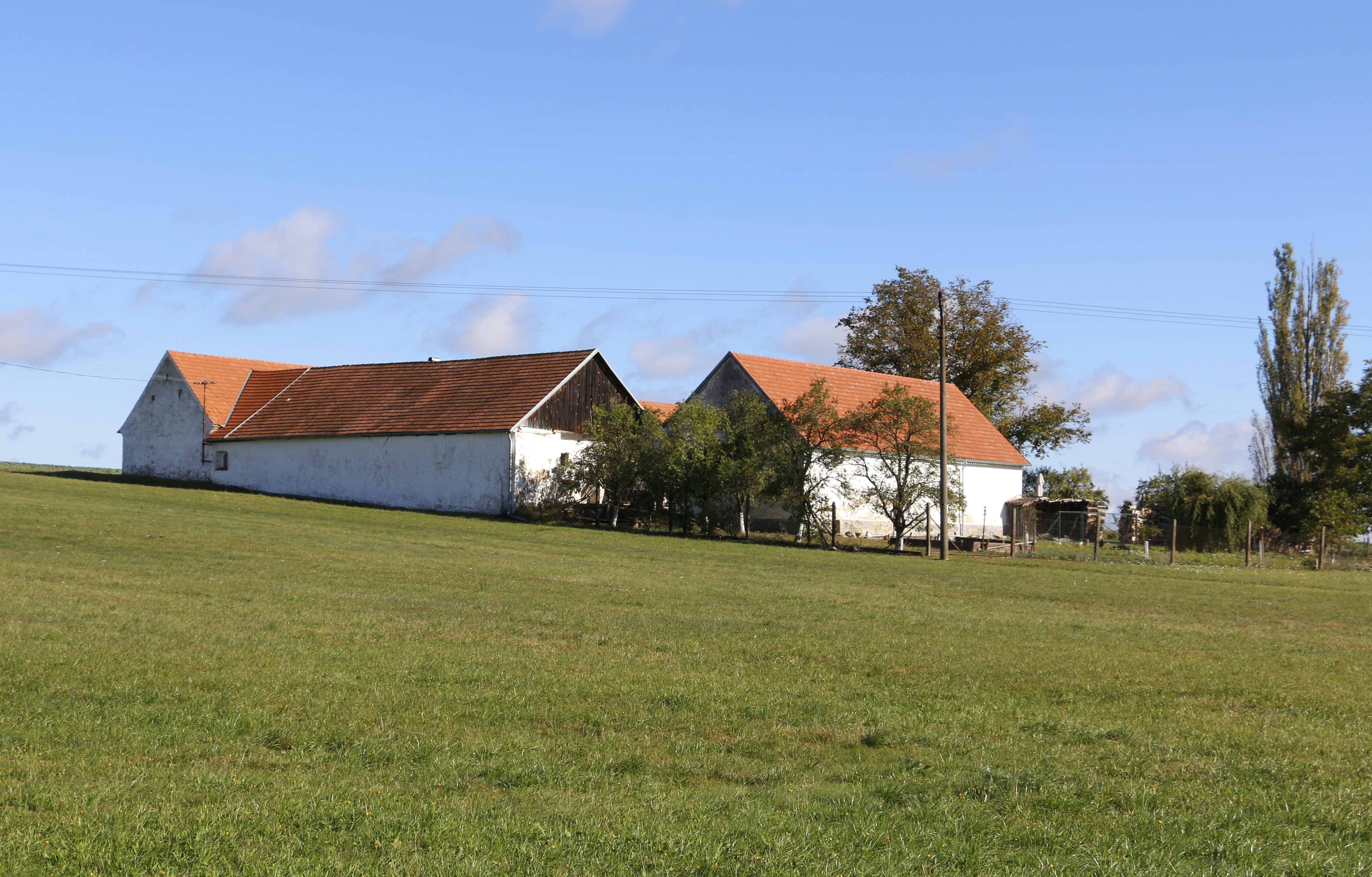
Bývalý statek